# Caia Park
Caia Park (en anglais) ou Parc Caia (en gallois) est une communauté du borough de comté de Wrexham, au pays de Galles.

## Géographie
Le quartier de Caia Park est situé à l'est du centre-ville de Wrexham.

## Démographie
Au recensement de 2011, la communauté de Caia Park comptait 12 602 habitants.